# Willy Schmelcher
Willy Schmelcher (né le 25 octobre 1894 à Eppingen, mort le 15 février 1974 à Sarrebruck) était un général de la SS et de la Police durant la Seconde Guerre mondiale. Il fut Polizeipräsident à Metz en Moselle annexée de 1940 à 1942 et Chef du Technische Nothilfe de 1943 à 1945.

## Biographie
Willy Schmelcher prend part à la Première Guerre mondiale durant laquelle il reçoit la croix de fer. Il devient membre du NSDAP en 1928. Très vite, il gravit les échelons hiérarchiques du parti nazi, SS-Sturmführer en 1931, SS-Standartenführer en 1932, et SS-Sturmhauptführer (en) en 1932. Lorsque les nazis arrivent au pouvoir, il est nommé commandant du 10e régiment SS de Neustadt/Haardt. Il est élu au Reichstag de novembre 1933 et le restera jusqu'en 1945. En mars 1935, il est nommé Préfet de Police "Polizeipräsident" à Sarrebruck, poste qu'il occupera jusqu'en janvier 1942.
En mai 1940 Il participe à la campagne de France comme capitaine de réserve et cdt de la 1re compagnie du Pionier Bataillon 36 (Génie).  En juillet 1940 il est attaché à l'état major du chef de l'administration civile (Gauleiter Bürckel) auprès de l'État-major de la 1re armée allemande comme administrateur de police. Le 1er janvier 1941, il est nommé officiellement Polizeipräsident à Metz. En décembre 1941, il est nommé SS und Polizeiführer du district de général de Tchernigow (Ukraine) À ce poste, il est promu "SS-Brigadeführer und Generalmajor der Polizei" en septembre 1942. 
Le 5 mai 1943, il est muté en Ukraine, dans le district général de Shitomir. D'octobre 1943 à mai 1945, Schmelcher dirige le Technische Nothilfe (TENO) le service d'assistance technique de la Police. Il est ingénieur en construction diplômé depuis 1925. En novembre 1943, il est promu "Generalleutnant der Polizei" et SS-Gruppenführer en décembre 1944, alors qu'il sert en Pologne comme Chef supérieur des SS et de la Police du Wartheland temporairement. Capturé en mai 1945.  De 1954 à 1962 il travaille au sein du département de la Protection Civile au sein du  Ministère de l'Intérieur de Sarre. 

## Décorations
- Eisernes Kreuz 1939 (Spange), 2e et 1re classes
- Eisernes Kreuz 1914, 2e (21 janvier 1916) et 1re classes (5 mars 1918)
- Kriegsverdienstkreuz mit Schwerter, 1re classe
- Verwundetenabzeichen, 1918 en argent
- Ehrenkreuz für Frontkämpfer
- Goldenes Parteiabzeichen
- Dienstauszeichnung der NSDAP in Silber
- Reichssportabzeichen in Gold
- Ehrendegen des RF SS / Totenkopfring der SS